# José Luis Tajada
José Luis Tajada Herraiz (Mallorca, 13 de enero de 1970) es un científico, inventor, y escritor español sobre sucesos insólitos y cuestiones científicas. Es fundador y CEO de BlackHand Dynamics, una empresa enfocada en el desarrollo de tecnología avanzada. También dirige el canal de YouTube Tajada’s de Ciencia, donde divulga contenidos sobre ciencia y tecnología.
Se ha desempeñado como responsable en el diseño, montaje y mantenimiento de plantas solares de gran magnitud, contribuyendo al desarrollo de infraestructuras para la generación de energía renovable. Actualmente, también contribuye en la difusión de informaciones relacionadas con la exploración del espacio en Rne.

## Biografía
Cursó estudios de Técnico Superior en Desarrollo de Sistemas Electrónicos en las Escuelas Pías Padre Piquer en Madrid. Tras finalizar su formación, trabajó como técnico de sistemas en Rank Xerox, donde adquirió experiencia en entornos tecnológicos y de soporte.
En Albacete, realizó estudios de Ingeniería Informática de Sistemas mientras trabajaba como Director Técnico en CESER (Select Business Partner de IBM), donde permaneció hasta 1998. Posteriormente, trabajó en varias empresas españolas –Webmakers, ADEi, Fermax– y realizó diversos proyectos como freelance en Portugal, España, Israel, Jordania, Italia, Francia, Etiopía y Marruecos.
Ha trabajado como Técnico de Soporte en el grupo de Nanoestructuras Magnéticas en el ICN2 (Institut Català de Nanociència i Nanotecnología), desarrollando sistemas de control y estimulación magnetoplasmónica para nanomateriales. Actualmente, presta sus servicios en el Centro Nacional de Biotecnología (CNB-CSIC) como Asesor Tecnológico en el desarrollo de nuevos equipamientos de hipertermia, basados en la estimulación de nanomateriales mediante campos magnéticos alternos multimodulados para la eliminación de tumores celulares.
Ha elaborado, colaborado y coordinado varios espacios radiofónicos en diferentes medios –Al Otro Lado de la Ciencia, El Bazar de lo Imposible, El Cuentagotas– y series documentales –La Ruta del Misterio, Misterios del Otro Lado–.
Además, es colaborador en el programa radiofónico Espacio en blanco de Rne, con la sección "Exploradores del Espacio", un apartado destinado a la difusión de la exploración espacial, astronáutica y astronomía.

## Obra
- Misterios de España. Editorial Absalon ISBN 978-84-938074-8-1
- Guía secreta de la Provincia de Albacete. Editorial Abadir ISBN 978-84-939488-6-3
- Detectives de lo Insólito Dos. Editorial UNO ISBN 978-84-16234-28-8
- Guía Secreta de la Provincia de Albacete / Edición ampliada. Editorial Detectives de lo Insólito ISBN 978-84-16393-40-4
- Detectives del Misterio, la Búsqueda en los límites. Depósito Legal: AB 625-2023